# Lucy Hale
Karen Lucille "Lucy" Hale, även känd som Lucy Kate Hale, född 14 juni 1989 i Memphis, Tennessee, är en amerikansk skådespelerska och sångerska. Hon är känd för sina roller som Becca Sommers i Bionic Woman, Rose Baker i Privileged, Sherrie Marconi  i Scream 4, men hon är mest känd som Aria Montgomery i TV-serien Pretty Little Liars.

## Liv och karriär
Lucy Hale föddes i Memphis, Tennessee. Hon framträdde först i realityshowen Americn Juniors 2003. Hon var en del av en röstkvintett som formades med de som slutade i topp 5. Det här följdes av gästroller i TV-serier som Drake & Josh, Ned's Declassified School Survival Guide, The O.C., och How I Met Your Mother. Hon medverkade även i två avsnitt av Disney Channel serien Magi på Waverly Place.
Hale medverkade i NBC:s kortlivade serie Bionic Woman där hon spelade Becca Sommers, yngre syster till titelkaraktären Jaime Sommers. I filmen The Sisterhood of the Traveling Pants 2 porträtterade hon Effie, Lena Kaligaris lillasyster. Hale medverkade senare i CW:s TV-serie Privileged där hon spelade Rose Baker. Hon medverkade även i TV-filmen Sorority Wars. I december 2009 fick Hale rollen som Aria Montgomery i TV-serien Pretty Little Liars, baserad på bokserien av Sara Shepard. Hale vann en Teen Choice Award ("Choice Summer TV Star: Female") för hennes insats som Aria i serien. I januari 2010 gästspelade Hale i CSI: Miami avsnittet "Show Stopper". I augusti 2010, så fick Hale en mindre roll i Scream 4.

## Filmografi
| År        | Titel                                    | Roll                          | Övrigt                                                   |
| --------- | ---------------------------------------- | ----------------------------- | -------------------------------------------------------- |
| 2005      | Ned's Declassified School Survival Guide | Amy Cassidy                   | Avsnitt: "Underclassmen & Gross Biology Dissection"      |
| 2006      | Secrets of a Small Town                  | Tisha Steele                  | Avsnitt: "Pilot"                                         |
| 2006      | Drake & Josh                             | Hazel                         | Avsnitt: "Theater Thug"                                  |
| 2006      | The O.C.                                 | Hadley Hawthorne              | Avsnitt: "The Man of the Year"                           |
| 2007      | American Family                          | Brittany Jane                 | TV-film                                                  |
| 2007      | How I Met Your Mother                    | Katie Scherbatsky             | 2 avsnitt: "First Time in New York" och "Vesuvius"       |
| 2007      | Bionic Woman                             | Becca Sommers                 | 8 avsnitt                                                |
| 2007-2008 | Wizards of Waverly Place                 | Miranda                       | 2 avsnitt: "First Kiss" och "Pop Me and We Both Go Down" |
| 2008      | The Apostles                             | Rachel Rydell                 | TV-film                                                  |
| 2008      | The Sisterhood of the Traveling Pants 2  | Effie Kaligaris               | Liten roll                                               |
| 2008-2009 | Privileged                               | Rose Baker                    | 18 avsnitt                                               |
| 2009      | Fear Island                              | Megan/Jenna                   | TV-film                                                  |
| 2009      | Ruby & The Rockits                       | Kristen                       | Avsnitt: "Smells Like Teen Drama"                        |
| 2009      | Sorority Wars                            | Katie Parker                  | TV-film                                                  |
| 2009      | Private Practice                         | Danielle                      | Avsnitt: "Pushing the Limits"                            |
| 2010      | CSI: Miami                               | Phoebe Nichols/Vanessa Patton | Avsnitt: "Show Stopper"                                  |
| 2010–2017 | Pretty Little Liars                      | Aria Montgomery               | Huvudroll                                                |
| 2011      | Scream 4                                 | Sherrie Marconi               | Liten roll                                               |
| 2011      | A Cinderella Story: Once Upon a Song     | Katie Gibbs                   | Huvudroll                                                |
| 2018      | Dude                                     | Lily                          | Huvudroll                                                |
| 2018      | Truth Or Dare                            | Olivia Barron                 | Huvudroll                                                |
| 2021      | The Hating Game                          | Lucy Hutton                   | Huvudroll                                                |

### Annat
| År   | Titel                            | Roll      | Övrigt                                 |
| ---- | -------------------------------- | --------- | -------------------------------------- |
| 2003 | American Juniors                 | Sig själv | 17 avsnitt                             |
| 2003 | An American Idol Christmas       | Sig själv |                                        |
| 2008 | Jonas Brothers: Living The Dream | Sig själv |                                        |
| 2008 | Entertainment Tonight            | Sig själv |                                        |
| 2010 | Made In Hollywood: Teen Edition  | Sig själv | Behind The Screen: Pretty Little Liars |
| 2010 | Good Day L.A.                    | Sig själv | Gäst                                   |
| 2010 | Teen Choice Awards               | Sig själv |                                        |

## Diskografi

### Album
- 2014: Road Between

### Singlar
- 2011: "Run This Town"
- 2014: "You Sound Good To Me"
- 2014: "Goodbye gone"

## Priser
| År   | Resultat | Pris               | Kategori                      | Jobb nominerat      |
| ---- | -------- | ------------------ | ----------------------------- | ------------------- |
| 2010 | Vann     | Teen Choice Awards | Choice Summer TV Star: Female | Pretty Little Liars |